# Episodi di Murder in the First (seconda stagione)
La seconda stagione della serie televisiva Murder in the First, composta da 12 episodi, è stata trasmessa in prima visione assoluta negli Stati Uniti d'America dal canale TNT dal 8 giugno 2015.
In Italia la stagione è stata trasmessa dal 16 settembre al 21 ottobre 2015, sul canale a pagamento Premium Crime, della piattaforma Mediaset Premium.
| nº | Titolo originale       | Titolo italiano           | Prima TV USA   | Prima TV Italia   |
| -- | ---------------------- | ------------------------- | -------------- | ----------------- |
| 1  | Twenty-Fifteen         | Giovani perduti           | 8 giugno 2015  | 16 settembre 2015 |
| 2  | Schizofrenzy           | Schizofrenia              | 15 giugno 2015 | 16 settembre 2015 |
| 3  | Blue on Blue           | Insospettabile            | 22 giugno 2015 | 23 settembre 2015 |
| 4  | My Sugar Walls         | Murato vivo               | 29 giugno 2015 | 23 settembre 2015 |
| 5  | The McCormack Mulligan | La regola del sospetto    | 6 luglio 2015  | 30 settembre 2015 |
| 6  | Oh Mexico              | Oltre il confine          | 13 luglio 2015 | 30 settembre 2015 |
| 7  | State Of The Union     | L'unione fa la forza      | 20 luglio 2015 | 7 ottobre 2015    |
| 8  | Out of the Shadows     | Giù la maschera           | 27 luglio 2015 | 7 ottobre 2015    |
| 9  | Bruja Blanca           | La strega Bianca          | 3 agosto 2015  | 14 ottobre 2015   |
| 10 | Nothing But The Truth  | Nient'altro che la verità | 10 agosto 2015 | 14 ottobre 2015   |
| 11 | Down Time              | L'attesa                  | 17 agosto 2015 | 21 ottobre 2015   |
| 12 | Number Thirty Nine     | Numero trentanove         | 24 agosto 2015 | 21 ottobre 2015   |